# Małaja Łoknia
Małaja Łoknia (ros. Малая Локня) – wieś (ros. село, trb. sieło) w zachodniej Rosji, centrum administracyjne sielsowietu małołokniańskiego w rejonie sudżańskim obwodu kurskiego.

## Geografia
Miejscowość położona jest nad rzeką Małaja Łoknia, 13,5 km od granicy z Ukrainą, 16 km od centrum administracyjnego rejonu (Sudża), 80 km od Kurska.
W granicach miejscowości znajdują się ulice: Kubariewa, Mołodiożnaja, T. D. Pugaczowa, Sotnickaja, Stancionnaja, Zielonaja.

## Demografia
W 2010 r. miejscowość zamieszkiwało 799 osób.